# ریوز بوکوک
ریوز بوکوک (انگلیسی: Rieves Boocock؛ زادهٔ ۲۲ سپتامبر ۲۰۰۰) بازیکن فوتبال اهل بریتانیا است.
از باشگاه‌هایی که در آن بازی کرده‌است می‌توان به باشگاه فوتبال دونکستر راورز اشاره کرد.